# Campionati del mondo di BMX - Gara femminile Junior
La Gara Donne Junior è uno degli eventi disputati durante i Campionati del mondo di BMX UCI. Per la prima volta fu corso nel 1996.

## Albo d'oro
Aggiornato all'edizione 2019.
| Anno | Vincitrice        | Seconda               | Terza              |
| ---- | ----------------- | --------------------- | ------------------ |
| 1996 | Alesha Pollard    | Tatjana Schocher      | Sheila Songcuan    |
| 1997 | Rachael Marshall  | Audrey Pichol         | Ellen Bollansee    |
| 1998 | Heather Bruns     | Gabriela Diaz         | Jill Kintner       |
| 1999 | Gabriela Diaz     | Simone Dür            | Rachel Galindo     |
| 2000 | Jamie Lilly       | Angelines Nicoletta   | Kerrie-Lee Lucas   |
| 2001 | Michelle Meandro  | Helena Aubry          | Jamie Lilly        |
| 2002 | Willy Kanis       | Cyrielle Convert      | Analia Diaz        |
| 2003 | Samantha Cools    | Kimberly Hayashi      | Cyrielle Convert   |
| 2004 | Kimberly Hayashi  | Laëtitia Le Corguillé | Samantha Cools     |
| 2005 | Nicole Callisto   | Sarah Walker          | Melissa Mankowski  |
| 2006 | Shanaze Reade     | Maria Eugenia Ruarte  | Sarah Walker       |
| 2007 | Magalie Pottier   | Maria Eugenia Ruarte  | Lieke Klaus        |
| 2008 | Manon Valentino   | Lauren Reynolds       | Rachel Bracken     |
| 2009 | Mariana Pajón     | Merle van Benthem     | Maartje Hereijgers |
| 2010 | Merle van Benthem | Brooke Crain          | Melinda McLeod     |
| 2011 | Melinda McLeod    | Abbie Taylor          | Brooke Crain       |
| 2012 | Felicia Stancil   | Nadja Pries           | Dani George        |
| 2013 | Felicia Stancil   | Shayona Glynn         | Hannah Sarten      |
| 2014 | Domenica Azuero   | Shealen Reno          | Tatiana Kapitanova |
| 2015 | Axelle Étienne    | Svetlana Admakina     | Kelsey Van Ogle    |
| 2016 | Ruby Huisman      | Natalia Afremova      | Silje Fiskebekk    |
| 2017 | Bethany Shriever  | Saya Sakakibara       | Vineta Pētersone   |
| 2018 | Indy Scheepers    | Zoë Claessens         | Gabriela Bolle     |
| 2019 | Jessie Smith      | Agustina Cavalli      | Zoé Claessens      |

## Medagliere
| Pos.   | Nazione       | Oro | Argento | Bronzo | Totale |
| ------ | ------------- | --- | ------- | ------ | ------ |
| 1      | Stati Uniti   | 6   | 5       | 5      | 16     |
| 2      | Australia     | 4   | 2       | 4      | 10     |
| 3      | Paesi Bassi   | 4   | 1       | 2      | 7      |
| 4      | Francia       | 3   | 4       | 2      | 9      |
| 5      | Gran Bretagna | 2   | 1       | 0      | 3      |
| 6      | Argentina     | 1   | 4       | 1      | 6      |
| 7      | Nuova Zelanda | 1   | 1       | 2      | 4      |
| 8      | Canada        | 1   | 0       | 1      | 2      |
| 8      | Colombia      | 1   | 0       | 1      | 2      |
| 10     | Ecuador       | 1   | 0       | 0      | 1      |
| 11     | Russia        | 0   | 2       | 1      | 3      |
| 11     | Svizzera      | 0   | 2       | 1      | 3      |
| 13     | Austria       | 0   | 1       | 0      | 1      |
| 13     | Cile          | 0   | 1       | 0      | 1      |
| 15     | Belgio        | 0   | 0       | 1      | 1      |
| 15     | Germania      | 0   | 0       | 1      | 1      |
| 15     | Lettonia      | 0   | 0       | 1      | 1      |
| 15     | Norvegia      | 0   | 0       | 1      | 1      |
| Totale | Totale        | 24  | 24      | 24     | 72     |